# Bekasi
Bekasi (Indonésio:Kota Bekasi) é uma cidade localizada na província de Java Ocidental, Indonésia, localizado na divisa da capital Jacarta (Jacarta Ocidental) na Região Metropolitana de Jacarta. No sul faz fronteira com Bogor, no leste com a regência de Bekasi.
A cidade tem um território com 210,49 km2 e uma população de 1.993.478 pessoas (2005), com densidade de 9.471 pessoas/km2. Em 2012 a população chegou a 2.378.211 pessoas, sendo considerada a quarta maior cidade da Indonésia, e a segunda na província de Java Ocidental.
É uma cidade bastante urbanizada. Bekasi é uma  cidade-dormitório de Jacarta, porém abriga várias organizações industriais e comerciais.

## Divisões Administrativas
Bekasi é dividida em  12 distritos (Kecamatan): Bekasi Ocidental, Bekasi Oriental, Bekasi do Sul, Bekasi do Norte, Medan Satria, Rawalumbu, Bantar Gebang, Pondok Gede, Jakasampurna, Jatiasih, Pondok Melati e Mustika Jaya.

## História

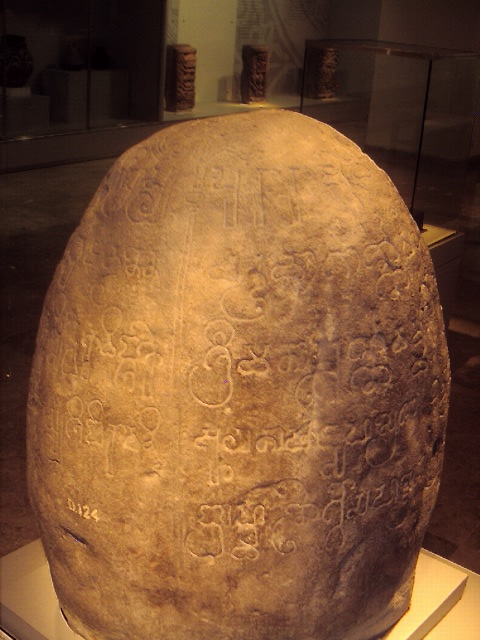
A inscrição de Tugu

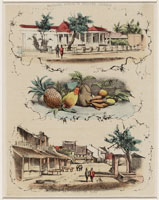
Gravuras de Meester Cornelis

Arquivos neerlandeses do século XIX mencionam os seguintes nomes  "Backassie", "Backasie", "Bakassie", "Bekassie", "Bekassi".
O historiador indonésio Poerbatjaraka considera que o nome "Bekasi" é uma corruptela de "Bhagasasi", uma inversão da "Sasibhaga". "Sasi" é outra forma da palavra sânscrita "candra" e "Sasibhaga" seria uma outra forma de o nome de "Candrabhaga", mencionado em uma inscrição descoberta em 1878 na aldeia de Tugu, que até a década de 1970 fazia parte da regência de Bekasi. Em seguida, foi integrado ao território de Jacarta.
Em 1911, a rocha com a inscrição foi transportada para o Museu Nacional da Indonésia, em Jacarta, onde ela está agora exposta. A inscrição foi traduzida pelo filólogo holandês H. Kern. Ela mencionou o nome de um reino de Tarumanagara e seu rei Purnawarman. A paleografia permitiu datar a inscrição de cerca de 450 dC. A região de Bekasi na história moderna se inicia em 1619 com a fundação da Batávia pela VOC (Companhia das Índias Orientais Holandesas) sobre as ruínas de Jayakarta, e os dois bancos da cidade do Sultão Agung do Sultanato de Mataram em 1629-30. Agung fez celeiros construídos para suprir seu exército. A instalação de soldados javaneses influenciou a cultura e a língua da região.
No século XVII, a região é caracterizada pelo desenvolvimento de grandes propriedades. Na época um homem chamado Cornelis Senen, descendente de uma família rica de Lontar, uma das Ilhas Banda, se instalou na região hoje chamada Jatinegara, um bairro de Jacarta. Ele criou uma escola em 1635. Na sua qualidade de professor, mas também como chefe de Kampung Banda ("aldeia de Banda"), em Batavia, ele tem direito ao título de "Meester". O território de sua propriedade imensa, então, era conhecido como o "Meester Cornelis".
Nas grandes propriedades na região, a situação dos agricultores continua a se deteriorar. Isso levará a uma revolta em 1869 em Tambun.
Com o tempo, Meester Cornelis tornou-se um satélite de Batavia. Como parte de sua política de descentralização, o governo colonial em 1925 criou o Regentschap Meester Cornelis , consistindo de 4 kawedanan, uma subdivisão já extinta: Meester Cornelis (agora Jatinegara, um distrito de Jacarta), Bekasi, Cikarang e Kebayoran (outro bairro de Jacarta). Em 1936, Cornelis Meester está ligado a Batávia. Durante a ocupação japonesa (1942-1945), o nome "Meester Cornelis", considerado demasiado "holandês" é alterado para "Jatinegara". Após a proclamação da independência da Indonésia em 1945, o nome do ex- Regentschap Meester Cornelis é simplesmente trocado por "Kabupaten Jatinegara". Em 1950, a pedido da população, a cidade é novamente rebatizada  como "Kabupaten Bekasi" . Em 1960, a sede do município, que ainda estava em Jatinegara, é transferido para a cidade de Bekasi.

## Economia
Nos últimos anos houve um grande incremento no comércio da cidade de Bekasi, com a vinda de muitos shopping centers e também com o crescimento de outras cidades da região. Também há um parque industrial importante (Jababeka e MM2100), com a presença de grandes empresas como  Honda e Samsung. A maioria dos trabalhadores vem da vizinha Cikarang, capital da Regência de Bekasi., além de hotéis e restaurantes. Também há uma pequena fração no setor agrícola.

## Línguas
Além do indonésio, também são falados a Língua betawi e a Língua sundanesa.

## Transporte
Existem duas rodovias que ligam Bekasi a Região Metropolitana de Jacarta. A primeira é a Estrada Jacarta–Cikampek, que possui quatro saídas em Bekasi. A outra é o Anel Externo de Jacarta, que dá acesso as cidades de  Tangerang, Jacarta e Bogor. Sendo uma cidade-dormitório de Jacarta, é comum haver engarrafamentos entre Jacarta e Bekasi. Muito está se fazendo para reduzir este excesso de tráfego, sendo uma das principais o alargamento de estradas entre Sumber Arta e o Ciberparque de Bekasi junto ao rio Kalimalang. O mais recente projeto é a Estrada de Becakayu que poderá ser uma alternativa para a Estrada Jacarta–Cikampek. Seria a rota Bekasi do Norte-Cawang-Kampung Melayu. Também há o sistema de trens KRl Jabotabek, que liga Jacarta a sua região metropolitana.
O governo está financiando seis linhas alimentadoras do TransJakarta, que serão implantadas no mês de março de 2012. Todas as rotas terminarão no  Terminal de Kampung Rambutan, Jacarta Oriental saindo de Kebon Paya Ampera (2 rotas), Bulak Kapal, Bekasi Trade Center (2 rotas) e da Rua Joyo Martono.

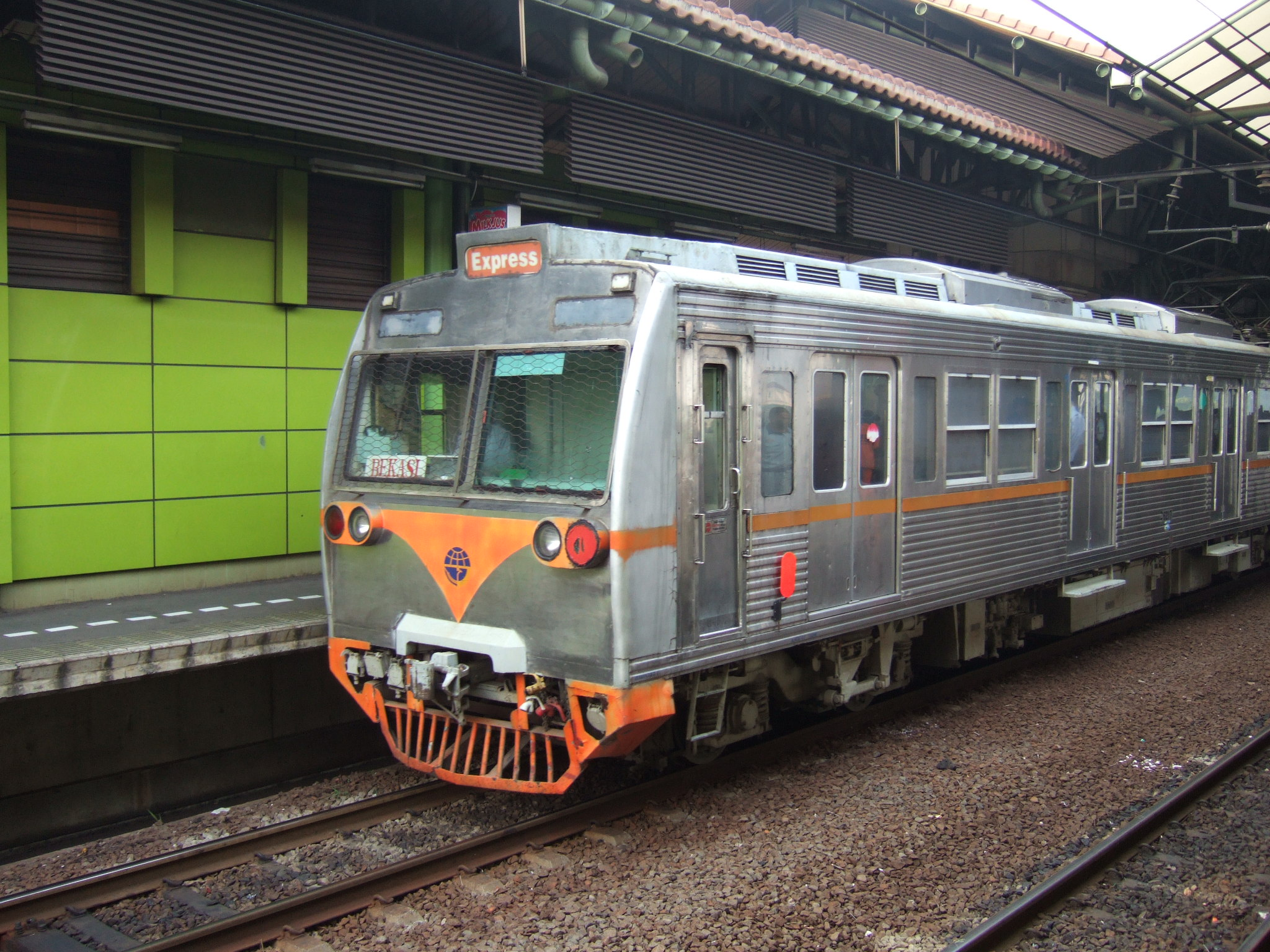
Trem do sistema KRL Jabotabek